# Марониты на Кипре
Марониты на Кипре являются членами маронитской католической архиепархии Кипра, чьи предки мигрировали из нынешнего Ливана в средние века. Марониты из деревни Кормакитис традиционно говорят на особой разновидности арабского языка, однако многие марониты перешли на греческий язык. Будучи восточными католиками Западно-сирийского обряда, они находятся в полном евхаристическом общении с римско-католической церковью.

## Церковное руководство
Архиепископом Кипра является Юсеф (Жозеф) Суэиф, родившийся 14 июля 1962 года в Чекке, Ливан. Он был рукоположён в архиепископы 6 декабря 2008 года. Юсеф Суэиф стал преемником Бутроса Жмайеля, который занимал должность архиепископа Кипра с 1988 по 2008 годы, а ныне является почётным архиепископом Кипра.

## Правовой статус
Марониты юридически определены в Конституции Кипра как религиозная группа в составе греко-кипрской общины, к которой они решили присоединиться незадолго до обретения независимости вместе с кипрскими римо-католиками латинского обряда и кипрскими армянами. Марониты входят в список греко-кипрских избирателей на выборах президента и членов палаты представителей. Они также выбирают специального представителя, который не является депутатом. С 2016 года маронитским представителем в парламенте является Йианнакис Муссас. До появления палаты представителей в 1965 году марониты избирали своего представителя в Греческую общинную палату Кипра.

## Демография

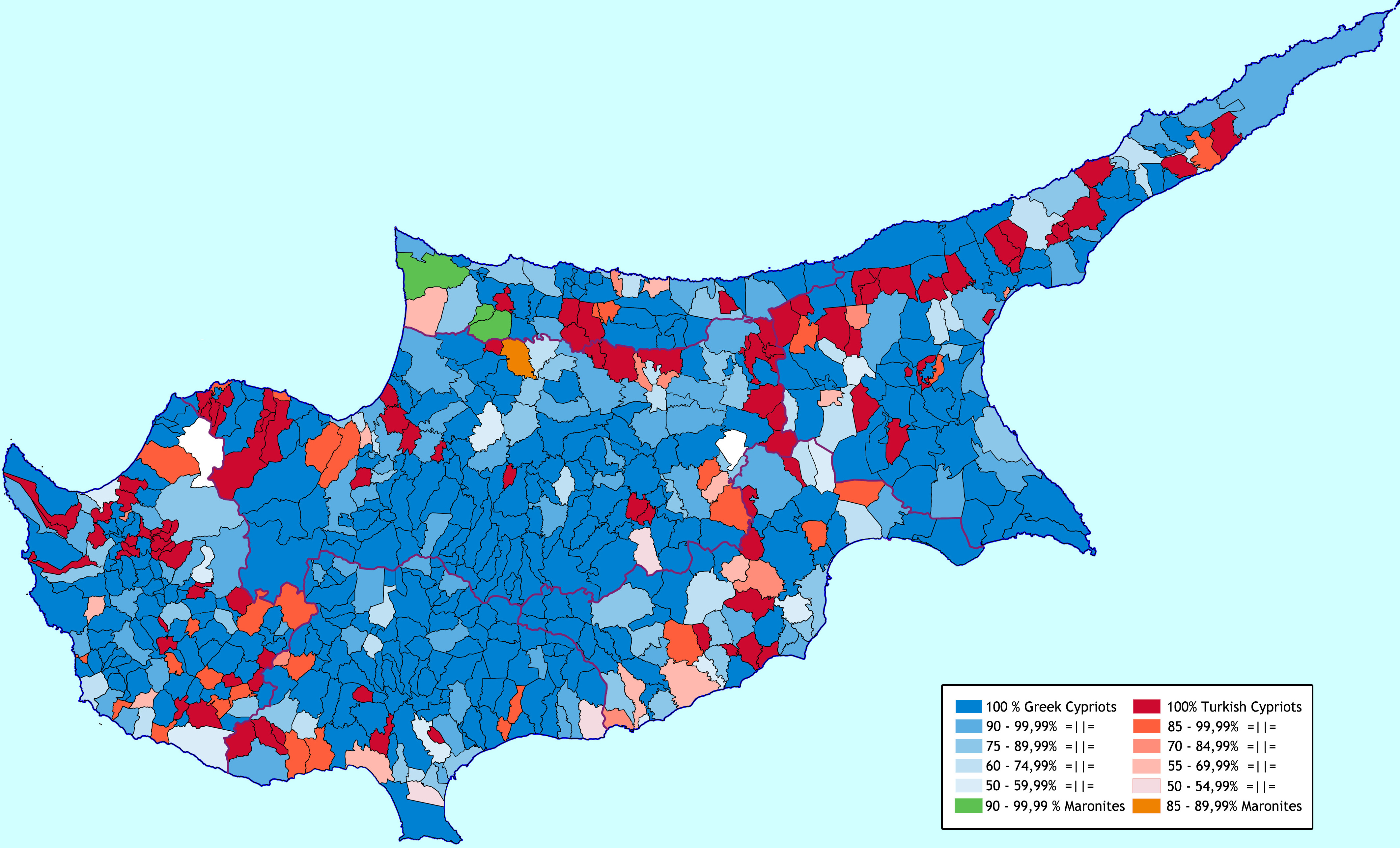
Этнический состав общин Кипра по переписи 1960 года. Общины с преобладанием маронитов (обозначены зелёным и оранжевым цветом) находились на севере острова

В XIII веке на Кипре было около 50 000 маронитов, проживающих в 60 деревнях, но их количество упало до 33 перед османским завоеванием 1571 года. Численность маронитов продолжала снижаться во время османского господства; известно о 19 маронитских деревнях в XV веке, и их количество сократилось до 9 к 1661. Согласно османской переписи, в 1841 году насчитывалось 1200—1300 маронитов. В переписи 1891 года из 209 286 киприотов 1131 были маронитами, этот показатель вырос до 1350 в 1921 году и 1704 в 1931 году. В переписи 1960 года марониты составляли более 2700 человек. Все остававшиеся маронитские населённые пункты Кипра (их насчитывалось 4) находятся в северной части острова и были захвачены впоследствии Турцией в 1974 году. Нынешняя предполагаемая численность кипрских маронитов составляет около 6 тысяч человек, из которых всего 150 проживают на территории частично признанной Турецкой Республики Северного Кипра (по оценкам Организации Объединённых Наций, в 2001 году на севере Кипра оставалось 165 маронитов). 75 % кипрских маронитов живут в Никосии, 15 % — в Лимасоле и 5 % — в Ларнаке.
До турецкого вторжения 1974 года деревня Кормакитис была известна как центр маронитской общины. Её жители, в отличие от других маронитов Кипра, говорили на особом диалекте арабского языка, испытавшем влияние греческого и турецкого языков, а также латыни. В настоящее время марониты ассимилируются и переходят на греческий язык.